# ویروس‌شناسی عمومی
ویروس‌شناسی عمومی کتابی از حسین میرشمسی است که در سال ۱۳۴۸ منتشر و برندهٔ جایزه کتاب سال سلطنتی شد.